# Tendres Cousines
Pour plus de détails, voir Fiche technique et Distribution.
Tendres Cousines est un film franco-allemand réalisé par David Hamilton et sorti en 1980.
Le scénario est adapté du roman éponyme de Pascal Lainé publié chez Gallimard en 1979. L'adaptation au cinéma, en partie scénarisée par Pascal Lainé lui-même, a donc été très rapide (quelques mois). En réalité, le sujet même du roman de Pascal Lainé est inspiré des Exploits d'un jeune Don Juan de Guillaume Apollinaire, lequel a par la suite été adapté au cinéma par Gianfranco Mingozzi, en 1986 avec Marina Vlady et Fabrice Josso.

## Synopsis
Juin 1939. Julien, quinze ans, vient passer ses grandes vacances dans le domaine campagnard de ses parents. Avec eux se trouvent un savant allemand, le professeur Schöberg, et sa fille ; Liselotte. Julien est amoureux de sa cousine Julia, un peu plus âgée que lui, mais celle-ci l'ignore. Charles, un jeune homme d'une vingtaine d'années, fait la cour à Julia. Julien fait tout ce qu'il peut pour séduire sa dulcinée, mais c'est Liselotte qui lui fait des avances. C'est alors que la guerre éclate ; les hommes doivent partir pour l'armée. Maintenant il y a un peu moins d'hommes, le jeune Julien devient intéressant pour les femmes. Entre autres, il essaie de séduire la femme de chambre, mais sa mère l'en empêche. Au bout du compte, Julien et Julia peuvent se retrouver discrètement et vivre une première fois très romantique.

## Fiche technique
- Titre original français : Tendres Cousines
- Titre original allemand : Zärtliche Cousinen
- Réalisateur : David Hamilton
- Scénario : Pascal Lainé, Claude d'Anna, Josiane Lévêque, Werner P. Zibaso adapté du roman Tendres Cousines de Pascal Lainé
- Musique : Jean-Marie Sénia
- Photographie : Bernard Daillencourt
- Montage : Jean-Bernard Bonis
- Directeur de production : Linda Gutenberg
- Sociétés de production : Stephan Films, Filmedis et TV 13
- Société de distribution : AMLF
- Pays de production :  France |  Allemagne de l'Ouest
- Durée : 92 minutes (1 h 32)
- Dates de sortie : 
  - France : 19 novembre 1980
  - Allemagne de l'Ouest : 12 mars 1981

## Distribution
- Thierry Tevini : Julien
- Anja Schüte : Julia
- Valérie Dumas : Poune
- Évelyne Dandry : tante Adèle
- Élisa Servier : Claire
- Jean-Yves Chatelais : Charles
- Macha Méril : mère de Julien
- Hannes Kaetner : Prof. Schöberg (scientifique allemand)
- Silke Rein : Liselotte (fille du scientifique allemand)
- Laure Dechasnel : Clémentine
- Pierre Vernier : père de Julien
- Jean Rougerie : M. Lacroix
- Catherine Rouvel : Mme Lacroix
- Gaëlle Legrand : Mathilde
- Anne Fontaine : Justine
- Fanny Bastien : Angela